# ريم (روبوت)

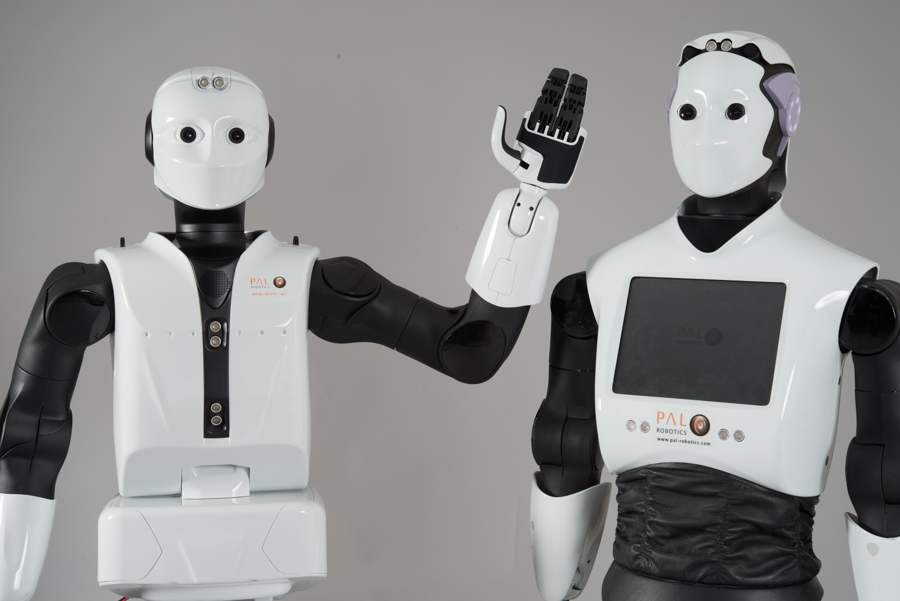
روبوتات ريم روبوت ريم على اليمين وريم سي على اليسار

ريم، أحدث روبوت بشري من تصميم معامل بال للروبوتات في أسبانيا تم تصميمه في عام 2006. يبلغ طول الروبوت ما يقرب من 1.7 متر مع 22 درجة حرية، مع قاعدة متحركة ذات عجلات تسمح له بالسير بسرعة 4 كم/ ساعة. يتكون الجزء العلوي من الروبوت من جذع يحمل شاشة تعمل باللمس وذراعين تعمل بمحركين لتوفير درجة عالية من الحرية. تعمل الرأس أيضا على محرك. 

## النماذج
يعتبر نموذجي ريم إيه وريم بي هما أول وثاني روبوت بشري من تصميم معامل بال للروبوتات. يستطيع ريم بي التعرف على الأشياء، فهمها وتحليلها، رفع الأجسام والسير بتوازن باستخدام نظام التموضع وبناء خريطة المكان في آن واحد وتجنب العوائق. تمتلك ريم القدرة على تحليل المؤثرات الصوتية والبصرية. 

## المواصفات
| النموذج                         | ريم إيه (2006)                      | ريم بي (2008)                                       | ريم (2010)                        | ريم سي (2013)                                             |
| الوزن                           | 49 كجم                              | 64 كجم                                              | 90 كجم                            | 80 كجم                                                    |
| الإرتفاع                        | 1.4 م                               | 1.47 م                                              | 1.70 م                            | 1.65 م                                                    |
| نوع الحركة                      | يمشي                                | يمشي                                                | على عجلات                         | يمشي                                                      |
| السرعة                          | 1.5 كم/ ساعة                        | 1.5 كم/ ساعة                                        | 4 كم/ ساعة                        | 1.4 كم/ ساعة                                              |
| وقت التشغيل المستمر             | 90 دقيقة                            | 120 دقيقة                                           | 8 ساعة                            | 180 دقيقة (في حالة السير) - 360 دقيقة (في حالة الإستعداد) |
| درجة حرية                       | 30                                  | 41                                                  | 22                                | 44                                                        |
| أقصى حمولة لليد                 | 2 كجم                               | 12 كجم                                              | 1 كجم لكل ذراع + 30 كجم على الظهر | 10 كجم                                                    |
| وحدة المعالجة المركزية الرئيسية | نواة إنتل بنتيوم إم (1.6 جيجا هرتز) | نواة إنتل (1.66 جيجا هرتز) جيود(500&nbsp،ميجا هرتز) | نواة إنتل + إنتل 2                | إنتل أي 7 2710QE x 2                                      |

## وصلات خارجية
- الموقع الرسمي
- المدونة الرسمية.
- الإعلان عن روبوت ريم سي[وصلة مكسورة].